# جوزيف ستوري
جوزيف ستوري (بالإنجليزية: Joseph Story) (و. 1779 – 1845 م) هو سياسي، وقاضي، وبروفيسور (أستاذ جامعي)، ومحام من الولايات المتحدة الأمريكية ولد في ماربلهيد.
وهو عضو في الحزب الجمهوري الديمقراطي .

## التعليم
تعلم في جامعة هارفارد.

## مناصب وهيئات
أدار جامعة هارفارد.

## روابط خارجية
- جوزيف ستوري على موقع الموسوعة البريطانية (الإنجليزية)
- جوزيف ستوري على موقع إن إن دي بي (الإنجليزية)